# クモタケ
クモタケは、子嚢菌門フンタマカビ綱ボタンタケ目オフィオコルジケプス科に属する菌類の一種である。いわゆる冬虫夏草の一つとして扱われる。

## 形態
子実体はいわゆる分生子柄叢（シンネマ synnema）で、一体の宿主から通常は一本ずつ（まれに二本）生じ、細長い円筒状の柄と、柄よりやや太くてソーセージ状の頭部とで構成され、全体の高さは3-8センチ程度、そのうち頭部の長さは(1-)2-4センチ程度である。柄は白色・平滑で径1-4ミリ程度、柔らかい肉質で中空、その基部はほぼ完全に宿主体を包み込んだ白色の菌糸塊につながる。頭部は円筒形ないし細長いソーセージ状、先端は尖らず円頭状をなし、もっとも太い部分の径 1.2-4.5ミリ程度、無数の分生子におおわれて肉眼的には灰紫色・粉状を呈する。
アシダカグモ(Heteropoda venatoria)などの地中営巣性以外のクモ（造網性あるいは徘徊性のクモ）が宿主となった場合には、こん棒状の典型的な子実体を形成せず、宿主の体表背面に直接に多数の分生子柄を作り、その上に無数の分生子（無性胞子）を生じるため、宿主は淡灰紫色の粉塊におおわれるにとどまる。
柄の組織は平行に並んだ無色の菌糸（径2-4 μm：隔壁を欠く）で構成される。頭部の基本組織は、ほぼまっすぐかあるいはやや屈曲した無色の菌糸（多くは分岐せず、径 3-5μm、多数の隔壁を有する）からなり、その表面から立ち上がった菌糸上に分生子形成細胞（フィアライド）を生じる。分生子柄は菌糸末端の頂部から求心的に密な束となって3-5個ずつ形成されるが、主菌糸の伸長に伴って新たな分生子柄群を生じるため、じゅうぶんに生長した子実体においては、主菌糸の中途から数段に渡りフィアライドが節状をなして輪生することとなる。個々のフィアライドは卵形～長楕円形をなし、薄壁で径15-25μm程度、その上部は頸状～アンプル状に細まることなく、分生子を順次に芽出する。分生子の形成様式は出芽型で、形成された分生子は鎖状の連鎖を形成するが、分生子同士の連結はごく緩い。分生子は細長い楕円形で、顕微鏡下ではほぼ無色・単細胞かつ薄壁、大きさ 5.6-6.3×1.2-2.0μmである（顕著な子実体を形成せず、宿主体上に直接に分生子形成構造を生じる型では、2-2.5μmと短径がやや大きいこともある）。また、アルゼンチン産の資料標本では、分生子の大きさについて、4.0-5.5×1.4-1.7μmという計測値がある。

## テレオモルフ
テレオモルフの子実体は、日本で見出されるクモタケとほぼ同形同大で、宿主もやはり、地中に袋状の巣を作って生活するクモ類であるが、頭部は粉状をなさず、微細な粒点（組織に埋没して形成された子嚢殻の開口部）をこうむり、粉状の分生子におおわれることなく黄白色ないし淡黄褐色を呈する。基準産地はトリニダードドバゴであるであるが、台湾・中国（安徽省滁州市）にも分布する。なお、アナモルフの分布が確認されているソロモン諸島では、テレオモルフの発生記録はまだ知られていない。
日本では、沖縄県西表島のカンピレー滝付近において、オキナワトタテグモを宿主とする標本が見出されたのが最初で、イリオモテクモタケの和名が与えられている
が、発見例はクモタケに比べてはるかに少なく、沖縄県以外の産地としては鹿児島県（屋久島）および山口県が知られているのみである。
奄美大島においてミヤコジマトタテグモを宿主とし、子実体の赤みが弱くてクリーム色を帯びるものを一変異とし、アマミウスキクモタケの名で区別する意見もある。両者は、子実体（子座）の色調のほか、生育環境にもやや相違がある（イリオモテクモタケは通風のよい路傍の崖面、アマミウスキクモタケは空中湿度に富んだ沢すじに多い）という観察例が報じられている。

## 生態
宿主の体表面を綿毛状菌糸塊で完全に覆ってから子実体を生じ、伸長した分生子柄叢は宿主の巣穴の出入り口から地上に現れる。子実体が形成され、地表に姿を現した時点では、宿主体はおおむね分解されつくして内臓その他が消失し、歩脚先端の爪や顎などの硬質部のみがかろうじて認められる程度であることが多い。日本国内での発生時期は、主に梅雨時から8月にかけてであるとされている。
日本では、おもにキシノウエトタテグモ (Latouchia swinhoei tipica) を宿主とし、地中に営巣している宿主に感染してこれを斃す。日本から見出された当時は、地中に営巣するクモの一種を宿主とすると報告されたり、ジグモ(Atypus karschi)とキシノウエトタテグモとの両方に寄生すると報じられたが、今日では、これはクモタケの発生地周辺で捕えた生きたクモの写真のみに基づく、宿主の誤同定の結果であると推定されている。
沖縄県石垣島では、ミヤコジマトタテグモ(Latouchia japonica)を宿主とした例も報告されているが、この例では宿主の同定についての再検討を要するという意見もある。また、鹿児島県佐多岬付近において、樹上に営巣していたクモを宿主とした一標本についてもまた、キノボリトタテグモを宿主としている可能性が一時示唆されていたが、クモタケに寄生されて分解された後にも残存する宿主の上顎部の牙その他の形態に基づいた再検討の結果、宿主はキシノウエトタテグモであったと訂正されている。千葉県下からも、立ち木上の洞からクモタケが得られた例があり、その宿主については厳密な同定がなされていないが、キシノウエトタテグモも、時には地表面から2 m近くの高さにある樹幹の空洞や分岐部などに巣を作ることがあるとされ、キノボリトタテグモであったのかキシノウエトタテグモであったのかは不明である。
いっぽう、宮崎県においては、粘土質の土壌の上に生きたまま放したキムラグモ(Heptathela kimurai)からのクモタケの発生が記録されている。この例では、土壌がしまっていたために、通常は地中の深さ10-20 cmに営巣する習性をもつキムラグモが浅いところに巣を作らざるを得ず、そのためにクモタケに感染したものではないかとの推定がなされている。
キシノウエトタテグモ以外の日本産クモ類に対し、分生子の懸濁液（界面活性剤添加：分生子の濃度はおおむね 300,000個／ml）を塗布した後に飼育したところでは、24種のクモのうち12種について、斃死とそれに続くクモタケの分生子形成が確認されたが、野外で見出されるような典型的な分生子柄叢を形成した例は皆無であったという。また、クモの斃死は急激に起こり、死後1-3日めには、肉眼的にも淡紫色の分生子の形成を認めることができたとされている。
パナマからはコガネグモ科などに属する三種のクモ（Argiope argentata・ Argiope savignyi ほか）を宿主として発生した例が知られている。また、ブラジル産のクモを用いた室内での接種（分生子懸濁液の塗布）実験によれば、イトグモ科のLoxosceles reclusa、ヒメグモ科のオオヒメグモ (Achaearanea tepidariorum）、サラグモ科のFrontinella pyramitella、コガネグモ科のキマダラコガネグモ（Argiope aurantia）およびAcantheperia stellataやヒメオニグモ属の一種、アシナガグモ科のTetragnatha laboriosa、タナグモ科のT agelenopsisとT. sp.、イヅツグモ科の一種、カニグモ科のカニグモ属およびハナグモ属の一種、あるいはハエトリグモ科の数種などの造網性もしくは徘徊性のクモ類、さらにはザトウムシの一種（Leiobunum vittatum）に対しても感染力を持つことが報告されている。L. vittatum を宿主とした例は、北アメリカ（ミズーリ州）からも報告されている。しかし、これらの例では、地中営巣性の宿主から形成されるような典型的な分生子柄束は形成されることがなく、宿主の体表面に直接に分生子柄が生じるにすぎなかったという。
タイ王国においても、宿主としては地中に営巣するクモ類ではなく、草本や灌木の葉の裏面または河川敷の丸石の下などに生息するクモ類（コモリグモ科あるいはアシナガクモ科）が挙げられている。
なお、同様に人工的な分生子接種を行うことにより、チョウ目の幼虫（アメリカタバコガ・ニセアメリカタバゴガ・ツマジロクサヨトウ・イラクサギンウワバおよびAnticalsia gemmatalis）への感染をみた例も知られている。
滋賀県大津市（近江神宮境内）での調査例によれば、クモタケの寄生はキシノウエトタテグモの死因の31.5%を占めていたという。背甲幅が10 mmを越えたクモでは、約50%が感染しており、老熟した個体であるほど、クモタケによる死亡率が高まると推定されている。厳密な検証はまだなされていないが、キシノウエトタテグモへの感染は、地温が上昇してくる晩春から初夏にかけて起こるという見解があり、4月下旬に野外で捕獲したクモを室内で飼育したところ、5月下旬から6月上旬に、飼育容器内でのクモタケの子実体形成が観察された例も知られている。この例では、クモの飼育は完全な無菌条件下で行われたわけではないが、クモは野外で捕えられた時点ですでにクモタケに感染していた可能性も考えられる。なお、九州・沖縄およびマレーシアで捕えられた地中営巣性のクモ（Latouchia sp.）の飼育実験に際して、その個体数の18%からクモタケの子実体の発生をみたとの報告もあるが、この観察例では、地域ごとあるいは季節ごとの寄生率については明らかにされていない。
いっぽう、9～10月あるいは1月上旬に、白色・綿毛状の菌糸を生じたキシノウエトタテグモが野外で見出された例が少数ながらあり、また10月はじめにクモタケの子実体が採集されたという報告もある。さらに、春（4月23日）に捕えた複数のクモを、一匹ずつに分けて室内で飼育したところ、5月23日および6月7日に、二匹のクモから一本ずつ、クモタケの子実体発生が認められたという報告もなされている。
なお、日本において野外で捕獲され、室内で飼育されたキシノウエトタテグモからのクモタケの発生例では、クモが最後に自力で餌を摂った時点（すなわち、クモが生存していることが最後に確認された時点：飼育開始から10-17日め）から1-2日ないし一週間めには、全身が白色・綿毛状の菌糸で覆われ、その一部に小突起が形成されて伸長し、成熟した分生子柄束となるまでにはさらに7日ほどを要するという。この観察例では人為的な菌の接種は行われておらず、クモタケの発生をみたキシノウエトタテグモは、すべて捕獲された時点ですでに菌に感染していたと考えられる。すなわち、クモタケの菌体は、宿主に感染してから少なくとも10-17日の潜伏期を過ごし、宿主が斃れてからはすみやかに分生子を形成するにいたるものと考えられている。
なお、宿主が、おおむね常に陽光のもとで生活する造網性あるいは徘徊性のクモであった場合に顕著な分生子柄叢が形成されず、袋状の巣を作る地中生息性の宿主からのみ典型的な子実体が作られるのは、分生子柄束の形態形成には、暗黒下での菌糸生長とともに、一定方向からのわりあい弱い光照射が必要とされるため、そのような条件を満たす環境（＝土中の、宿主の巣穴）で菌が生育したときに限られるではないかとの推測もなされている。

## 培養所見
分生子は、ジャガイモ＝ブドウ糖寒天培地（PDA）上において24-36時間で発芽し始める。PDA培地上での生育は緩慢（暗黒下・22℃で、10日経過後のコロニーは径5 mm 程度）で、コロニーの裏面はクリーム白色である。培養開始から一週間程度で、コロニーは分生子を形成し始め、培養下で形成された分生子は大きさ 3.8-6.4×1.1-1.9 μmであったという。また、2%のブドウ糖と酵母エキスとを含む培地15 mlを含浸させた滅菌済みポリウレタンフォーム上での培養試験例においては、カメムシタケやツクツクボウシタケなどの他の冬虫夏草類よりも迅速な生長を示し、コロニーの径は接種後6日めにおいて8cm（カメムシタケやツクツクボウシタケでは2 cm程度）に達し、80-90日めには子実体をも形成したとされている。
キシノウエトタテグモを含めた23科51種の日本産クモ類を種類ごとにすりつぶし、2%素寒天培地10 ml に対しクモ一匹の割合で懸濁させ、クモタケの分生子の懸濁液を接種して培養した実験では、クモの種類および個体長に関わりなく、すべての培地上でクモタケの菌糸生長および分生子形成が認められたが、野外で見出されるような典型的な子実体が形成された例はなかったという。また、菌の接種から分生子形成が肉眼的に確認できるようになるまでの日数はクモの種類によって異なり、サガオニグモ（Zilla astridae）を破砕して培地に添加した場合で8日、イタチグモ（Itatsina praticola）の場合で20日を要し、キシノウエトタテグモを用いた場合には10日であったという一例が報告されている。
PGO培地（ブドウ糖2%、ポリペプトン0.4%、酵母エキス0.1%、KH2PO4 0.046%、K2HPO4 0.1%、ペクチンおよびアラビアゴム各 2%、オリーブ油1%からなる：pH 5.5）を用いて培養すれば、ケトエステルや芳香族ケトアミドを還元して、対応するアルコールに高い効率で変換し、またグリシンやアラニンなどのアミノ酸の付加反応も行うとされ、生体触媒としての応用に興味が持たれている。

## 分布
日本では比較的普通に見出されるが、その分布は宿主の分布とおおむね一致していると考えられ、千葉県より東方からの記録は知られていない。また、日本海側では石川県以西で採集されているが、兼六園の園内における発生は、外部から園内に持ち込まれて植栽された樹木に、クモタケの菌糸あるいは分生子、もしくはすでにクモタケに感染したキシノウエトタテグモが随伴していた結果ではないかとの推定もある。南にかけては、奄美大島および沖縄本島における分布も確認されている。
かつては日本の特産種とみなされてきたが、台湾・中国・スリランカ ・北アメリカ（フロリダ ）・コスタリカ・ブラジル・アルゼンチン ・パナマおよびソロモン群島
- ガーナ[46]などからも見出されている。

## 分類学上の位置づけ
小石川植物園（東京都文京区）で見出された標本をもとに、Isaria属の新しい未知種ではないかと考えられたが、結局はIsaria arachnophila Ditmar（ドイツ産）と同定・報告された。しかし後者は徘徊性のクモ類を宿主とするとともに子実体が非常に小型かつ繊細であることから、日本産のクモタケとはまったく別の菌であると改めて判断され、新たにIsaria atypicolaとして新種記載された。比較的発達した分生子柄束を形成する点で共通する別属 Spicariaに移し、S. atypicola (Yasuda) Petch の学名を用いる意見もあったが、Isariaに置く処置が伝統的に続いていた。
その後、分生子形成細胞（フィアライド）が分生子柄の先端のみに束生することなく、分生子柄の中途からも輪生する点を重視し、Isaria属からNomuraea属に移されたが、文献によってはいまだにIsariaが属名として用いられているものも多く、混乱を招いている。さらに、21世紀に入って分子系統解析が行われた結果からは、Nomuraeaとも異なるグループに分類されるべきであることが示唆されている。
日本では、科レベルの所属について未詳とする文献もあるが、テレオモルフとしてはOphiocordyceps属に所属するものであることが示唆されている点から、この属が所属するオフィオコルジケプス科（Ophiocordycipitaceae）に置くのが妥当である。

## 類似種
外観がやや類似するものにツチカメムシタケ(Isaria macrocyticola Y. Kobay.)がある。クモタケに似て、円頭状円筒形・淡紫色で粉状の頭部と白く細い柄とからなるが、分生子柄は主軸の周囲に輪生することなく、主軸の先端からほうき状の束をなして生じること・分生子がほぼ球形であること・クモ類ではなく、ツチカメムシ(Macroscytus japonensis)の成虫を宿主とすることなどにおいて異なる。
顕著な子実体を形成することなく、宿主の体表面に直接に分生子形成構造を生じた場合、その肉眼的特徴はNomuraea rileyi (Farl.) Samson（現在では、分子系統学的解析の結果に基づいてMetarhizium rileyi (Farl.) Kepler, Rehner & Humber の学名が正しいとされている）のそれに酷似するが、後者はチョウ目の幼虫を宿主とすることで異なる。またNomuraea anemonoides Hockingはオーストラリアの土壌中から純粋分離を経て記載された種で、分生子が緑色を帯びるとともに類球形をなす点でクモタケと区別することができるというが、これらの特徴は、培養に用いる培地の組成その他によって変化し得るという示唆もある。Nomuraea anemonoides は、通常は生きた節足動物に感染してこれを斃すことはなく、腐生的に生活しているらしい。

## 和名・学名その他
和名は、日本産の節足動物寄生菌のうち、クモ類を宿主として最初に記録されたことから命名されたものである。
属名のNomuraeaは、属のタイプ種である緑僵病菌の資料標本をフランスへと送付した、日本の養蚕学・蚕体病理学の権威である野村彦太郎（東京蠶業講習所）の名を記念したものであり、旧来の属名Isariaは「繊維」の意味である。種小名のatypicolaは「ジグモ属(Atypus)に発生する」の意であるが、前述のとおり本種の宿主はジグモではなくトタテグモ類であり、実態を反映した名とはなっていない。
なお、中国語では「紫色野村菌」と呼称される。

## 保護状況
京都府においては要注目種（DD：情報不足）として、また埼玉県では絶滅危惧Ⅱ類(VU)、三重県では絶滅危惧IB類としてレッドデータブックに加えられているが、具体的な保護策は特に講じられていない。